# Muzeul de Arheologie și Istorie din Târgu Mureș
Muzeul de Arheologie și Istorie (în maghiară Régészeti és Történeti Múzeum) este un muzeu aparținând Muzeului Județean Mureș care funcționează în unul din cele mai impresionante monumente de arhitectură cu elemente de Renaștere din Transilvania. Având inițial destinația de primăria orașului liber regesc Târgu Mureș, în timpul utilizării cetății medievale din localitate de trupele austriece, destinația clădirii a fost schimbată în comandament și după o amplă reconstrucție în stil baroc a căpătat forma actuală. Clădirea a fost renovată între anii 2008-2014 de către Muzeul Județean Mureș și aici funcționează Muzeul de Arheologie și Istorie din Târgu Mureș cu expoziții permanente și temporare de specialitate.

## Istoric
Prima expoziție de arheologie a fost organizată în 1934 în Palatul Culturii care a găzduit expozițile muzeului până la mutarea sa în clădirea comandamentului din cetatea medievală din Târgu Mureș. Colecția de istorie cuprinde piesele care alcătuiau odinioară  patrimoniul Muzeului Industriei Secuiești, cât și piese de mobilier, ceramică, sticlărie, textile, aparatură tehnică, documente sau fotografii, piese alebreslelor târgumureșene și castelelor nobiliare din regiune.

## Clădirea comandamentului
Comandamentul habsburgic din incinta cetății este o clădire cu un etaj a cărei nucleu este alcătuit din două case din secolul al XVII-lea, legate între ele cu o aripă mediană. Din prima construcție, aflată în aripa estică, s-au păstrat doar câteva elemente arhitectonice. În cazul clădirii din partea opusă, datele arheologice și arhitectonice au permis, pe lângă reconstituirea planimetriei inițiale, identificarea funcționalității spațiilor interioare. Aripa vestică a edificiului a găzduit în secolul al XVII-lea primăria orașului. În secolul al XVIII-lea a căpătat planimetria actuală în formă de U datorată intervențiilor habsburgice. Volumetria și aspectul ei s-a definitivat după reabilitarea clădirii din 1877. Din această perioadă datează și salonul ofițerilor de la etajul clădirii unde s-a păstrat pictura murală decorativă originală. În 2018, la inițiativa muzeului, lângă clădirea comandamentului a fost amplasată macheta cetății turnată în bronz și dotată cu inscripționare Braille, fiind utilă pentru o mai bună orientare a turiștilor cu deficiențe de vedere.

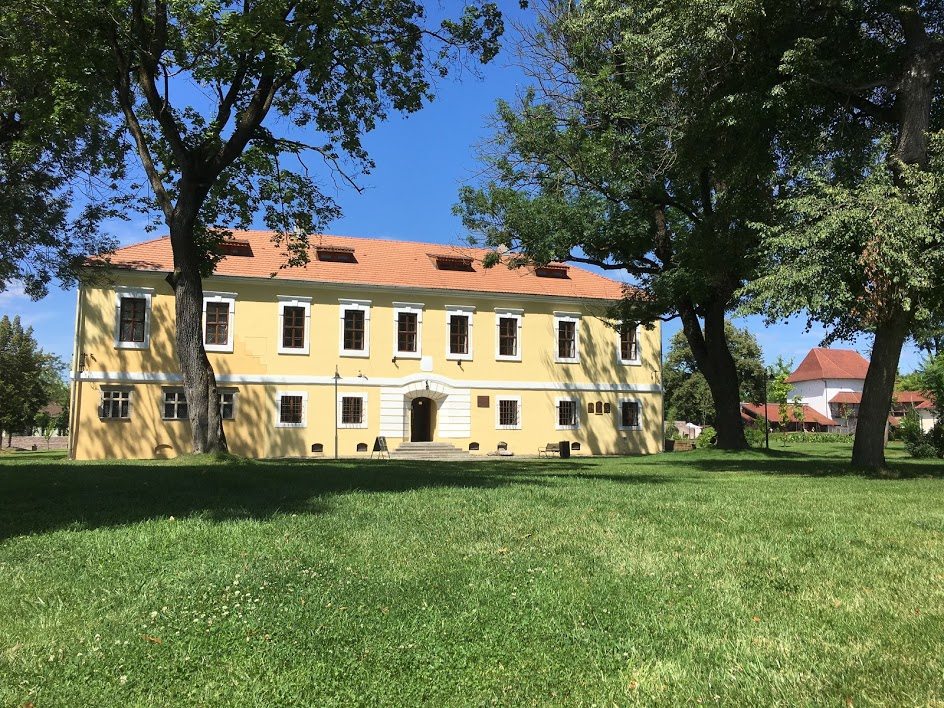
Clădirea comandamentului
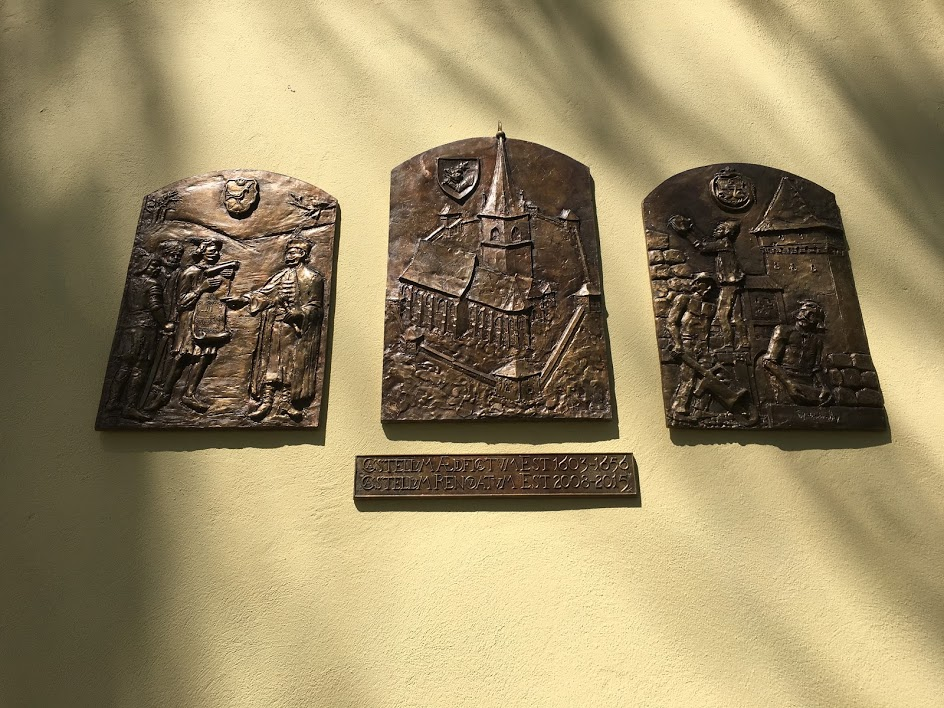
Triptic pe clădirea comandamentului
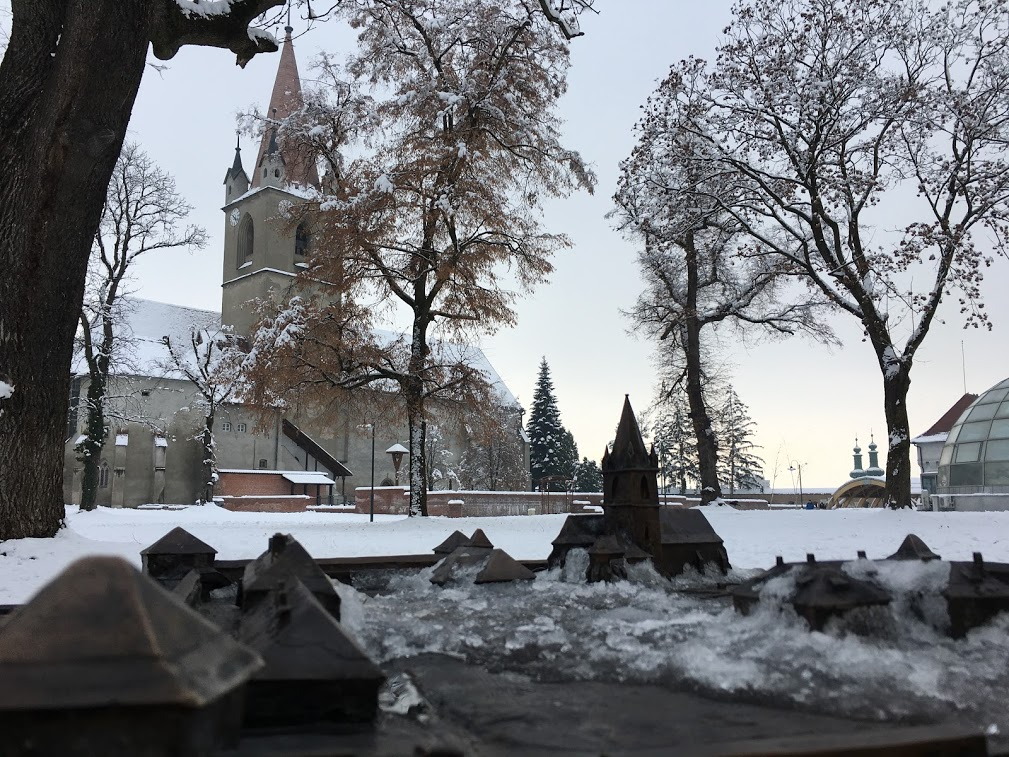
Macheta cetății lângă Muzeul de Istorie